# محمد الصواف (مخرج)
محمد الصواف مخرج ومنتج فلسطيني، ومؤسس شركة ألف ملتيميديا التي تتخذ من فلسطين مقراً لها. حصل على درجة البكالوريوس في الإعلام، وأكمل دراساته العليا في التاريخ المعاصر، أخرج أكثر من ثلاثين فيلماً وثائقياً، وحازت أعماله على جوائز وتقديرا في العديد من المحافل الدولية، وكان أهمها الميدالية الذهبية في مهرجان نيويورك السينمائي 2024، جائزة الجمعية الملكية للتلفزيون للصحافة التلفزيونية 2024 في المملكة المتحدة، جائزة إدوارد آر مورو،جائزة سانفورد سانت مارتن،جاهزة مهرجان RAMDAM في بلجيكا عن فيلمه أحد عشر يوما في مايو. كما حصل على جائزة مهرجان الجزيرة للفيلم الطويل 2015 عن فيلم الحكواتية، وجائزة الجابر لأفلام حقوق الإنسان عن فيلم أنا لست معاقاً عام 2016.
الصواف ينسج مشاريع تعاون مع نجوم عالميين، منهم المخرج البريطاني مايكل وينتربوتوم، حيث عملا معًا على إنتاج وإخراج فيلم "أحد عشر يومًا في مايو"، الذي شارك فيه نجوم عالميون مثل كيت وينسلت والموسيقار ريتشارد ريختر. وعاش الحرب الاسرائيلية الأخيرة على غزة وتمكن من اخراج وانتاج عدد من الأفلام خلال الحرب، كما أصيب بإصابات خطيرة وفقد عدداً كبيراً من عائلته خلال القصف الاسرائيلي على غزة

## الأعمال السينمائية
أنتج الصواف نحو 30 فيلماً وثائقياً، تم عرض العديد منها في مهرجانات دولية ومن أبرزها:
- فيلم الهروب، يروي حكايات الأسرى الفلسطينيين خلال محاولاتهم الهروب من السجون الاسرائيلية.[12]
- طفل من غزة، فيلم قصير يرصد الحرب الاسرائيلية على غزة من خلال عيون طفلة فلسطينية.[13]
- مهمة انقاذ في غزة، يعيش تجربة تحبس الأنفاس مع رجل دفاع مدين خلال الحرب الاسرائيلية على غزة، وقد حازعلى تقدير وعدة جوائز مرموقة.[14]
- فيلم أحد عشر يوماً في مايو، والذي عُرض في أكثر من ثلاثين صالة سينما في أوروبا.
- فيلم تهريب الحياة، والذي يتناول قضية تحرير الحيوانات المنوية للأسرى الفلسطينيين خارج السجون الإسرائيلية، ويُعد أحد الأفلام التي أثارت اهتماماً واسعاً بسبب موضوعه الحساس.
- فيلم الحكواتية، وثائقي حصل على جائزة الفيلم الطويل في مهرجان الجزيرة للأفلام الوثائقية لعام 2015.
- فيلم أنا لست معاقاً، عام 2016.